# Riedbach
Riedbach ist eine Gemeinde im unterfränkischen Landkreis Haßberge und Mitglied der Verwaltungsgemeinschaft Hofheim in Unterfranken. Der Gemeindename entstand bei der Gebietsreform 1978 mit Bezug auf den Bachlauf Riedbach, der das Gemeindegebiet durchzieht.

## Geografie

### Geografische Lage
Riedbach liegt in der Region Main-Rhön, in der Übergangszone vom Haßgau zur Schweinfurter Rhön und ca. 3 km vom Naturpark Haßberge entfernt.

### Gemeindegliederung
Es gibt fünf Gemeindeteile (in Klammern sind der Siedlungstyp und die Einwohnerzahl, Stand 31. Dezember 2020, angegeben):
- Humprechtshausen (Kirchdorf, 520)
- Kleinmünster (Kirchdorf, 284)
- Kleinsteinach (Kirchdorf, 408)
- Kreuzthal (Kirchdorf, 98)
- Mechenried (Pfarrdorf, 413)

### Nachbargemeinden
Nachbargemeinden sind (von Norden beginnend im Uhrzeigersinn): Aidhausen, Hofheim in Unterfranken, Königsberg in Bayern, Haßfurt und Schonungen.

## Geschichte

### Gemeindename
Der Gemeindename wurde 1978 vergeben. Er leitet sich vom Riedbach, einem rechten Zufluss der Nassach, ab. Der Gewässername bezeichnet einen mit Riedgras umsäumten Bach.

### Bis zur Gründung der Vorläufergemeinden
Als Teil des Hochstifts Würzburg, das ab 1500 zum Fränkischen Reichskreis gehörte, wurde der größte Teil des heutigen Gemeindegebietes 1803 zugunsten Bayerns säkularisiert und im Frieden von Preßburg 1805 Erzherzog Ferdinand von Toskana zur Bildung des Großherzogtums Würzburg überlassen. 1814 fiel das Großherzogtum Würzburg größtenteils an Bayern zurück. Im Zuge der Verwaltungsreformen in Bayern entstanden mit dem Gemeindeedikt von 1818 die selbstständigen Gemeinden Kleinmünster, Kleinsteinach, Mechenried und Humprechtshausen mit seinem Gemeindeteil Kreuzthal.

### Jüdische Gemeinden
In Mechenried waren seit dem Ende des 17. Jahrhunderts jüdische Familien mit maximal 34 Personen im Jahr 1816 ansässig. Kleinsteinach hatte die größte jüdische Gemeinde des Bezirksamts Haßfurt. Diese bestand seit dem 15. Jahrhundert und hatte neben einer Synagoge auch eine jüdische Schule im Ort. Maximal wurden im Jahr 1814 159 Juden gezählt. Der erhaltene jüdische Friedhof mit über 1200 Grabmalen liegt etwas außerhalb des Ortes.

### Eingemeindungen
Ab 1. Mai 1978 wurden im Rahmen der bayerischen Gemeindegebietsreform die fünf ehemals selbstständigen Gemeinden Humprechtshausen, Kleinmünster, Kleinsteinach und Mechenried zur neuen Gemeinde Riedbach zusammengeschlossen. Für die Verwaltung der Gemeinde ist die Verwaltungsgemeinschaft Hofheim in Unterfranken zuständig.

### Einwohnerentwicklung
- 1910: 1725 Einwohner, davon in Humprechtshausen 544, in Kleinsteinach 452, in Mechenried 391 und in Kleinmünster 338[8]
- 1950: 0593 Einwohner in Humprechtshausen und 132 im Gemeindeteil Kreuzthal, zusammen 725[9]
- 1961: 1816 Einwohner, davon in Humprechtshausen 568, in Kleinsteinach 477, in Mechenried 456 und in Kleinmünster 315[7]
- 1970: 1892 Einwohner, davon in Humprechtshausen 588, in Kleinsteinach 525, in Mechenried 474 und in Kleinmünster 305[7]
- 1972: 1902 Einwohner
- 1987: 1724 Einwohner
- 1991: 1734 Einwohner
- 1995: 1717 Einwohner
- 1996: 1790 Einwohner (Quelle: BayLfStat)
- 2000: 1764 Einwohner
- 2001: 1895 Einwohner
- 2005: 1717 Einwohner
- 2006: 1720 Einwohner
- 2007: 1712 Einwohner
- 2008: 1710 Einwohner
- 2009: 1698 Einwohner
- 2010: 1685 Einwohner
- 2011: 1758 Einwohner
- 2012: 1768 Einwohner
- 2013: 1786 Einwohner, davon (von 1778 Einwohnern ausgehend) in Humprechtshausen 528, in Kleinsteinach 426, in Mechenried 452, in Kleinmünster 261 und in Kreuzthal 113
- 2014: 1756 Einwohner
- 2015: 1735 Einwohner
- 2016: 1743 Einwohner
- 2020: 1704 Einwohner

## Politik

### Gemeinderat
Die Kommunalwahlen seit 2002 führten zu folgenden Stimmenanteilen bzw. Sitzverteilungen im Gemeinderat:
| Partei/Liste                 | 2020  | 2020  | 2014  | 2008  | 2002  |
| Partei/Liste                 | %     | Sitze | Sitze | Sitze | Sitze |
| ---------------------------- | ----- | ----- | ----- | ----- | ----- |
| CSU/Freie Wählergemeinschaft | 32,60 | 4     | –     | –     | –     |
| Dorfliste Kleinsteinach      | 24,43 | 3     | 3     | 3     | n. a. |
| Ortsliste Mechenried         | 20,68 | 2     | 3     | 3     | n. a  |
| Liste Kleinmünster           | 13,90 | 2     | 2     | 2     | 1     |
| Kreuzthaler Liste            | 8,39  | 1     | n. a. | –     | 1     |
| Freie Wählergemeinschaft     | –     | –     | 2     | 3     | 4     |
| CSU                          | –     | –     | 2     | 1     | 6     |
| Gesamt                       | 100   | 12    | 12    | 12    | 12    |

### Bürgermeister und Stellvertreter
Bürgermeister Theo Diem (CSU) aus Mechenried trat nach fünf Wahlperioden seit 1. Mai 1978 und 30 Jahren ehrenamtlicher Tätigkeit im Riedbacher Gemeinderatsgremium nicht mehr zur Wahl 2008 an. Seine Nachfolgerin, Birgit Bayer von den Freien Wählern, absolvierte nur eine Amtsperiode und trat zur Wahl 2014 nicht wieder an. Gewählt wurde Bernd Fischer von der CSU aus Humprechtshausen mit über 73 % vor der Gegenkandidatin aus Mechenried. Bei der Wahl zum Bürgermeister 2020 wurde Fischer im Amt bestätigt.

### Wappen
| Wappen von Riedbach | Blasonierung: „Unter rotem Wellenschildhaupt, darin zwei schräg gekreuzte silberne Reuthauen, in Silber ein blaues Buchenblatt mit einem silbernen Schrägbalken, der mit drei blauen Ringen belegt ist.“ |
| Wappen von Riedbach | 1982 eingeführt |

### Schlüsselzuweisungen – Umlagebeiträge – Grundsteuern
Die Gemeinde-Schlüsselzuweisung vom Freistaat Bayern für Riedbach als Ausgleich zur Finanzausstattung für das Jahr 2009 betrug 563.016 Euro. Das ist ein Plus in Höhe von 10.800 Euro gegenüber dem Vorjahr 2008, für das ein Betrag in Höhe von 552.216 Euro zugewiesen war, ein Plus von 13,7 Prozent in Höhe von 66.416 Euro gegenüber das Jahr 2007. Damals betrug die Schlüsselzuweisung nur 485.800 Euro.
Für das neue Jahr 2010 ist vom Freistaat der Betrag in Höhe von 536.388 Euro an Schlüsselzuweisung für die Gemeinde zugesagt, gegenüber dem Vorjahr ein Minus von 28.628 Euro.
Die Kreisumlage der Gemeinde für das Jahr 2008 betrug 394 682 Euro.
Hinweis: Die Steuerkraft einer Gemeinde und 80 Prozent der staatlichen Schlüsselzuweisungen ergeben die Umlagekraft, nach der sich je nach Hebesatz die Kreisumlage errechnet.
Die Steuerkraft setzt sich zusammen aus der Grundsteuer A (land- und forstlicher Besitz), der Grundsteuer B (Haussteuer) zusammen 80.113 Euro, der Gewerbesteuer mit 45.000 Euro und der Beteiligungen der Gemeinden an der Einkommensteuer 569.238 Euro.

### Steuerkraft und Gemeindehaushaltsvolumen
Die Gemeindesteuereinnahmen betrugen im Jahr 1999 umgerechnet 536.000 Euro, davon betrugen die Gewerbesteuereinnahmen (Netto) umgerechnet 22.000 Euro, aktuell im Jahr 2008 ist der Betrag in Höhe von 45.000 Euro angegeben.
Der Gemeindeanteil an der Einkommensteuer für das Jahr 2008 betrug 529.379 Euro (ein Plus zum Vorjahr in Höhe von 83.040 Euro). Der Grundsteuersatz (A und B) wird jeweils mit 300 von Hundert und einem Betrag von 24.618 Euro (A) und 55.495 Euro (B) angegeben.
Für das Jahr 2008 betrug das Gesamthaushaltsvolumen der Gemeinde Riedbach 2.548.751 Euro. Davon wurden im Verwaltungshaushalt ein Betrag in Höhe von 1.836.871 Euro angegeben, der Vermögenshaushalt wurde mit 711.880 Euro beziffert.
Der Schuldenstand der Gemeinde Riedbach lag am 31. Dezember 2007 bei 1.267.514,43 Euro bei einer Verschuldung von 735,22 Euro pro Einwohner.
Zum 31. Dezember 2008 lag der Schuldenstand der Gemeinde bei 804 286 Euro, rund 468 Euro pro Einwohner.

### Haushalt 2009
Für das Jahr 2009 betrug das Haushaltsvolumen 3.723.607 Euro, davon gehörten zum Verwaltungshaushalt 1.958.014 Euro und zum Vermögenshaushalt 1.765.593 Euro.
Es war keine zusätzliche Darlehnsaufnahme notwendig, der Schuldendienst konnte aus den Rücklagen in Höhe von 812.261 Euro (Stand 1. Januar 2009) bedient werden.
Die Schlüsselzuweisungen als Haupteinnahmequelle erhöhten sich gegenüber dem Vorjahr um 30.800 Euro betrugen 583.016 Euro.
Ein weiterer großer Einnahmeposten war der Gemeindeanteil an der Einkommensteuer in Höhe von 588.500 Euro. Der Grundsteuersatz (A und B) mit 300 von Hundert blieb unverändert.
Der Schuldenstand zum 31. Dezember 2009 wurde mit 721.544 Euro (420 Euro pro Kopf) angegeben.

### Abfallwirtschaft
Das Müllmengenaufkommen (Haus- und Sperrmüll) der 1724 Einwohner (Stand 30. Juni 2007) in den fünf Ortsteilen von Riedbach betrug im Jahr 2007 pro Kopf rund 97,55 kg, 2006 waren es 90,6 kg.

## Wirtschaft einschließlich Land- und Forstwirtschaft
Es gab im Jahr 2020 nach der amtlichen Statistik 85 sozialversicherungspflichtig Beschäftigten am Arbeitsort. Sozialversicherungspflichtig Beschäftigte am Wohnort gab es insgesamt 748. Im verarbeitenden Gewerbe gab es keine, im Bauhauptgewerbe fünf Betriebe. Zudem bestanden im Jahr 2016 noch 36 landwirtschaftliche Betriebe mit einer landwirtschaftlich genutzten Fläche von 999 ha, davon waren 871 ha Ackerfläche und 127 ha Dauergrünfläche. Die Gemeindefläche beträgt 3168 Hektar, davon 1519 Hektar Feld- und 1275 Hektar Waldflur.

## Kindergärten und Krippenplätze – Grundschule
Im Jahr 2021 existierten folgende Einrichtungen:
- drei Kindertageseinrichtungen: 75 genehmigte Betreuungsplätze, 65 betreute Kinder, darunter 15 im Alter unter drei Jahren

- Die bisherige Grundschule in Humprechtshausen mit ihren zwei Grundschulklassen (I. u. II. Jahrgangsklassen) der Verbandsschule Hofheim wurde mit Beginn des Schuljahres 2012/2013 wegen geringer Schülerzahlen aufgelöst. Die bisherigen Jahrgänge werden in der Verbandsschule Hofheim und der Außenstelle Aidhausen unterrichtet.

## Persönlichkeiten
- Abraham Adler (1808–1880), Rabbiner und Gründer einer Jeschiwa